# 北海道道512号札幌支笏湖線
北海道道512号札幌支笏湖線（ほっかいどうどう512ごう さっぽろしこつこせん）は、北海道石狩支庁管内の札幌市豊平区と千歳市を結んでいた主要道道（北海道道）である。支笏湖北側を走る。国道453号に格上げされ、廃止された。以下、路線廃止当時の名称・路線番号を用いる。

## 路線概要
- 起点：北海道札幌市豊平区豊平3条4丁目（＝国道36号交点）
- 終点：北海道千歳市水明郷（＝主要道道37号支笏湖公園線交点）
- 総延長：49.0km

## 通過する自治体
- 石狩支庁
  - 札幌市（豊平区 - 南区）
  - 恵庭市
  - 千歳市
- 胆振支庁
  - 苫小牧市

◎終点付近で一旦苫小牧市を経由して、千歳市に戻る。

## 主な接続道路
- 札幌市豊平区
  - 国道36号＝豊平3条4丁目（起点）
  - 主要道道809号札幌環状線＝平岸3条9丁目
  - 北海道道453号西野白石線＝平岸3条13丁目
- 札幌市南区
  - 主要道道720号西野真駒内清田線＝真駒内公園
  - 北海道道814号滝野上野幌自転車道線＝真駒内泉町1丁目（立体交差）
  - 平岸通（国道230号に接続）＝石山東1丁目（石山陸橋）
  - 一般道道338号真駒内御料札幌線＝常盤6条1丁目
- 恵庭市
  - 主要道道1014号恵庭岳公園線＝盤尻
  - 主要道道673号支笏湖線＝盤尻
- 千歳市
  - 主要道道37号支笏湖公園線＝水明郷（終点）

## 主な橋梁
- 精進橋（精進川）＝札幌市豊平区平岸1条17丁目－札幌市豊平区平岸1条20丁目
- 豊進橋（精進川）＝札幌市南区真駒内
- 真駒内橋（真駒内川）＝札幌市南区真駒内泉町1丁目－札幌市南区真駒内柏丘3丁目
- 石山陸橋（跨道橋）＝札幌市南区真駒内柏丘11丁目－札幌市南区石山東1丁目
- 常盤1号橋（真駒内川）＝札幌市南区石山東7丁目－札幌市南区常盤1条1丁目
- 山水橋（ラルマナイ川＝漁川支流）＝恵庭市盤尻
- 丸駒橋＝千歳市幌見内
- 湖水橋＝千歳市幌見内
- 黎明橋（千歳川）＝千歳市支笏湖温泉

## 歴史
- 1965年4月1日 路線認定。（1965年北海道告示第623号）
- 1984年4月1日 支笏湖畔有料道路が無料化され組み入れられる。
- 1993年4月1日 国道453号に昇格され、道道認定解除。（1993年北海道告示第519号）

## 沿線
- 札幌市営地下鉄南北線 平岸駅＝札幌市豊平区平岸2条7丁目
- 天神山緑地＝札幌市豊平区平岸2条17丁目
- 陸上自衛隊真駒内駐屯地＝札幌市南区真駒内
- 真駒内公園＝札幌市南区真駒内公園
- 札幌市立大学＝札幌市南区芸術の森1丁目
- 札幌芸術の森＝札幌市南区芸術の森2丁目
- 真駒内スキー場＝札幌市南区常盤
- 真駒内カントリークラブ＝札幌市南区常盤
- 滝のカントリークラブ＝札幌市南区滝野
- ポロピナイ野営場＝千歳市幌見内
- 支笏湖温泉＝千歳市支笏湖温泉
- 千歳市支笏湖支所＝千歳市支笏湖温泉
- 支笏湖ビジターセンター＝千歳市支笏湖温泉
- 国民休暇村＝千歳市支笏湖温泉